# Продаруд
Общество для продажи руд Юга России или «Продаруд» — синдикат владельцев железорудных предприятий Криворожского бассейна в дореволюционной России.

## История
Синдикат был образован в 1908 году по инициативе С. Н. Колачевского. В состав «Продаруд» вошло шесть крупнейших предприятий, контролировавших большую часть добычи руды незаводскими рудниками Криворожья (до 80% по состоянию на 1907 год): рудник «Дубовая Балка», рудник «Жёлтая Река» и другие. С появлением синдиката число рудников на 1910 год сократилось с 86 до 36. Финансировался иностранными (французским, бельгийскими) и русскими (Азовско-Донской банк) банками. До 1914 года вёл активную конкурентную борьбу с входившими в «Продамет» металлургическими предприятиями, которые на 1913 год владели 31 железным рудником из 49 существовавших на Криворожье. В этой борьбе был побеждён более сильным конкурентом и постепенно распался в 1913—1915 годах. Входившие в состав «Продаруд» предприятия были поглощены крупными металлургическими акционерными обществами южного горнопромышленного района России. 